# Mieszko Bolesławowic
Mieszko Bolesławowic (1069-1089) fue el único hijo de Boleslao II el Temerario, rey de Polonia. Bolesławowic fue príncipe de Polonia desde 1086 hasta su muerte en 1089.

## Biografía
Boleslawowic, con toda probabilidad, nació en Cracovia, alrededor o durante 1069. Fue el hijo mayor del rey Boleslao II el Temerario y de su esposa Wyszeslawa. De acuerdo con el cronista Gallus Anonymus, Bolesławowic estaba siendo preparado para asumir las responsabilidades de la monarquía a una temprana edad; a la edad de 10 años, su padre fue depuesto por una rebelión dirigida por su tío, Vladislao I Herman. Mieszko fue forzado a dejar su país y su educación, y a buscar refugio en la corte amiga de Ladislao I de Hungría, el cual fue muy cariñoso con el joven Bolesławowic, al que trató como a un hijo.

## Retorno a Polonia
Siguiendo a la muerte de su padre en 1081, Bolesławowic se mantuvo en Hungría hasta 1086, cuando se sabe que retornó a su tierra natal. Existen dos versiones contrapuestas que explican el porqué de su retorno, el cronista Gallus Anonymus simplemente afirma que fue convocado pacíficamente por su tío Wladyslaw I Herman a Polonia. Es probable que haya existido un acuerdo entre Ladislao I de Hungría y Vladislao I Herman para el retorno del joven a Polonia. Otra versión publicada por un cronista húngaro afirma que Ladislao I invadió el reino de Polonia en 1086, tomó el control del mismo y proclamó mandatario a Boleslawowic.

## Príncipe de Cracovia
Aunque no hay evidencia directa de esto, avisos en almanaques cracovianos sugieren fuertemente que durante el periodo 1086 - 1089 Bolesławowic fue príncipe de Cracovia; sin embargo, durante este tiempo aceptó el señorío de su tío, Vladislao I Herman y renunció a su pretensión hereditaria de la corona de Polonia a cambio de convertirse el primero en la fila para sucederle. Es también durante este periodo (1088) que contrajo matrimonio con la princesa de Turau (Rus de Kiev), Eufrasia de Turau, la hija de Iziaslav I de Kiev y Gertrudis de Polonia.

## Su muerte
Según Gallus Anonymus, el joven príncipe fue envenenado durante un festival siguiendo órdenes del Palatino Sieciech (de quien Gallus Anonymus escribió que "quería matar a toda la dinastía Piast") en Cracovia en 1089. La muerte de Bolesławowic, el pretendiente legítimo al trono, permitió a  Vladislao I Herman reforzar su mandato sobre Polonia; Sieciech después de intentar matar a los hijos de Władysław, sin conseguirlo, fue exiliado.